# Голая пионерка
«Го́лая пионе́рка» — гротескный роман, magnum opus Михаила Кононова, опубликованный в 2001 году. Написан в 1990—1991 гг., первоначальное название — «Эх, бляха-муха! или Секретный приказ генерала Жуйкова». Действие романа происходит во время Великой Отечественной войны в СССР 1941—1945 гг., главная героиня романа — Мария Мухина, второй номер пулемётного расчёта, работает «женщиной» на передовой линии фронта.

## История создания
Автор сначала[когда?] пытался опубликовать роман в издательстве «Советский писатель», однако в типографии отказались набирать роман ввиду его кощунственности; затем переговоры велись с редакцией «Дружбы народов», но тоже безрезультатно. 
В 2001 году роман вышел в издательстве «Лимбус-пресс», когда автор уже давно жил в Германии.

## Сюжет
Действие романа о жизни девочки-подростка (добровольно ушедшей на фронт, скрыв свой настоящий возраст) ведётся от первого лица и происходит в СССР во время Великой Отечественной войны. В романе преподносятся переживания рано взрослеющего подростка, ставшего объектом сексуальных отношений с командирским составом РККА своей военной части. Поднимаются темы людоедства в блокадном Ленинграде, и показательных мотивирующих расстрелов командиров РККА лично Жуковым (в романе, он обозначен как Зуков).

## Художественные особенности
Сочинение представляет собой феерию, которая пародирует «У войны не женское лицо» Светланы Алексиевич, «Чайку» Николая Бирюкова; имена персонажей напоминают о маршале Жукове и о радистке-разведчице Евдокии Мухиной; героиня продолжает галерею анекдотических образов Анки-пулемётчицы фильма «Чапаев» и Кэт из «Семнадцати мгновений весны».
В целом, роман мало отличается от других «образцов» сексуальной прозы современной российской и эмигрантской литературы, таких, как «Россия в постели» Эдуарда Тополя, «Мужской разговор в русской бане» Эфраима Севелы, «Половое воспитание Августа Флана» Александра Минчина.
Сам автор характеризует роман так:
Это батально-эротическая феерия, в восьми главах огнедышащих, с бодрой войной и гордой блокадой, с чистой любовью и грязным сексом, с громом психопропедевтических выстрелов генерала Зукова в упор и навскидку, а также зафиксированным явлением Пресвятой Богородицы и стратегическими ночными полётами АБСОЛЮТНО ГОЛОЙ ПИОНЕРКИ!

## Отзывы
Лев Данилкин отмечал: «Этот роман — не для педофилов, и его героиня Маша Мухина — отнюдь не свихнувшаяся полковая подстилка, но талантливая визионерка, четырнадцатилетний Даниил Андреев в рваных кружевных трусиках».

## Адаптации
По мотивам романа в театре «Современник» Кириллом Серебренниковым в начале 2000-х был поставлен одноимённый спектакль с Чулпан Хаматовой в главной роли, который обсуждался во многих периодических изданиях.